# Костюковский, Борис Александрович
Борис Александрович Костюковский (15 марта 1914, Канск, Енисейская губерния — 5 июня 1992) — русский советский писатель, драматург и публицист, фронтовой корреспондент, комсомольский и партийный работник.

## Биография
Родился в семье рабочего-кожевника. Еврей.
По окончании девяти классов находился на комсомольской и  партийной работе, был пионервожатым. Организатор и первый директор первого в Сибири Иркутского дворца пионеров, участник строительства детской железной дороги в Иркутске. С 1939 года — заведующий отделом культуры и школ Иркутского обкома ВКП(б).
С началом Великой Отечественной войны добровольцем вступил в ряды РККА, служил в Забайкалье. Литературный дебют — рассказ, опубликованный в альманахе «Новая Сибирь» (1941).
В 1944—1946 годах работал в газетах Забайкальского фронта «На боевом посту», «Суворовский натиск». Участник войны с Японией, военный корреспондент.
Член Союза писателей СССР (1946), в 1949—1954 годах возглавлял Читинское отделение СП СССР. С 1955 года жил и работал в Москве.
Похоронен на Переделкинском кладбище.

## Семья и личная жизнь
Брат — литератор Семён Александрович Костюковский. Борис Костюковский недолго состоял в браке с артисткой оперетты Ириной Рогозинской, его падчерицей была дочь Ирины Валентина Шарыкина.

## Сочинения
- Сибиряки: Повести и рассказы. — Чита, 1947.
- Совместно с А. Садовским. Г. П. Чиж и его литературный труд. — 1962.
- Снова весна: Повесть. — Иркутск, 1948.
- Дорога к солнцу. Куда прячется солнце. — М., 1965.
- Судьба друга: Повесть о Б. Н. Гайнулине. — М., 1963.
- Повести. — М., 1975.
- И нет счастливее судьбы: Повесть о Я. М. Свердлове. — М., 1984;